# Hearse
A Hearse nevű melodikus death metal/death'n'roll együttes 2001-ben alakult meg Svédországban. Az Arch Enemy korábbi énekese, Johan Liiva és Max Thornell dobos alapították.
Különlegességként megemlítendő, hogy 1997-ben már alakult egy ugyanilyen nevű zenekar, csak ők Pennsylvaniából származtak, és doom metalt játszottak.
Szövegeik témái: halál, élet, társadalom, belső szenvedések.

## Tagok
- Johan Liiva – éneklés
- Max Thornell – dobok
- Mattias Ljung – gitár
- Jocke Knuttson – basszusgitár

## Diszkográfia
- Dominion Reptilian (2003)
- Armageddon, Mon Amour (2004)
- The Last Ordeal (2005)
- In these Veins (2006)
- Single Ticket to Paradise (2009)

## Egyéb kiadványok

### Demók
- Hearse (2002)

### EP-k
- Torch (2002)
- Cambodia (2005)